# 17102 Begzhigitova
A 17102 Begzhigitova (ideiglenes jelöléssel 1999 JB41) a Naprendszer kisbolygóövében található aszteroida. A LINEAR projekt keretében fedezték fel 1999. május 10-én.